# Sparta II - Le conquiste di Alessandro Magno
Sparta II: Le conquiste di Alessandro Magno è un videogioco di strategia in tempo reale per Windows distribuito dalla FX Interactive nel 2008. È il seguito di Sparta - La battaglia delle Termopili. Il gioco è ambientato durante le campagne di Alessandro Magno, il sovrano macedone che costruì un impero vastissimo, dalla Grecia alla Battriana, tra il 336 a.C. e il 323 a.C.
Nelle versioni anglosassoni il gioco è presentato come un'espansione standalone per Ancient Wars: Sparta, versione equivalente anglosassone di Sparta - La battaglia delle Termopili, mentre è un seguito vero e proprio nella versione FX Interactive distribuita nei Paesi italofoni e ispanici.

## Modalità di gioco
Durante il gioco, che ripercorre le battaglie più salienti dell'impresa alessandrina, il giocatore incontrerà cinque civiltà, di cui una non giocabile:
- Macedonia
- Grecia (nel gioco indicata come Sparta)
- Egitto
- Persia
- India (non giocabile)

Come nel capitolo precedente della minisaga, il giocatore potrà scegliere tra una modalità campagna, nella quale impersonerà Alessandro Magno e seguirà obiettivi predefiniti, e una Strategia, nella quale sarà libero di scegliere il numero e il tipo di nemici e il tipo della mappa, e dovrà formare a suo piacimento l'accampamento e l'esercito. Vi sono però delle sostanziali differenze: ad esempio, ora c'è solo una risorsa, l'oro, e il limite alimentare è stato sostituito dal limite di popolazione, diviso in civile e militare e che può aumentare costruendo centri cittadini o catturando strutture neutrali.

### Campagna macedone
Nella versione FX italospagnola, è presente solo la campagna macedone. Questa campagna si articola in 18 diversi livelli durante i quali il giocatore comanderà la civiltà macedone. Durante la campagna si sbloccheranno dei talenti, particolari abilità utili nell'avanzamento del gioco, e le guardie reali, gruppi di soldati d'élite molto utili durante le battaglie.
1. La nascita di un re - Tutorial dove il giovane Alessandro, istruito da Aristotele, incontra il suo fido generale Parmenione che lo aiuterà nella prima missione: uccidere Aminta, cugino del re macedone e usurpatore.
2. La pace di Tracia - Alessandro dovrà mettere fine alle ribellioni che stanno interessando la Tracia.
3. Alessandro il liberatore - Alessandro viene acclamato come il liberatore delle poleis dalla tirannia persiana. La civiltà greca qui fa la sua marginale ed unica apparizione nel gioco.
4. Il nodo gordiano - Alessandro sta prendendo possesso dell'Anatolia, parte del vasto impero persiano, la cui città principale è Gordio. Nonostante il titolo, il celebre aneddoto del nodo non appare nel gioco.
5. Rive mediterranee - Alessandro prende possesso della Cilicia, dovendosi misurare per la prima volta con la grande flotta persiana.
6. Battaglia di Isso - Ricostruzione storica della celeberrima battaglia avvenuta nel 333 a.C. nei pressi della Siria. Oltre alla reale impostazione geografica, anche la netta minoranza dell'esercito macedone è in parte evidenziata nella campagna.
7. La fortezza - Nella prima parte, alcuni macedoni ispezionano l'interno della fortezza di Edessa, caposaldo del dominio persiano in Media. Nella seconda, Alessandro conquista la fortezza e uccide il satrapo della città.
8. Gaza - Ricostruzione della celebre battaglia avvenuta tra Siria e Nabatea, prima mossa di Alessandro verso l'Egitto.
9. La liberazione dell'Egitto - Anche l'Egitto accoglie Alessandro come liberatore, che si dimostrerà tale scacciando l'oppressore persiano.
10. La ribellione di Avaris - Alessandro deve fare i conti con i ribelli egiziani fedeli alla dominazione persiana, nella città di Avaris.
11. Rivolta disperata - Continuo del decimo, con gli stessi avvenimenti.
12. La battaglia di Gaugamela - Ricostruzione della famosa battaglia del 331 a.C. contro le forze di Dario III, che segna l'avvicinarsi di Alessandro al cuore dell'Impero.
13. La fortezza di Susa - Alessandro è ormai a Susa, una delle più importanti città persiane.
14. Il tradimento - All'interno dell'esercito macedone si sentono i malumori: Filota, figlio di Parmenione, ordisce un complotto ai danni del re. Il giocatore impersona un sarissophoroi che tenta di avvertire Alessandro del pericolo che corre.
15. Le porte caspie - Alessandro vince la sua ultima battaglia contro la Persia, e il suo impero va formandosi.
16. La giungla della morte - Alessandro inizia la conquista dell'India, verso il fiume che egli vedeva come confine del mondo: l'Indo.
17. Oltre l'Indo - Alessandro scopre che oltre l'Indo vi è un fiume dalla portata ben maggiore: il Gange. Ciò aumenta il suo sconforto, volendo egli raggiungere i confini del mondo.
18. Battaglia dell'Idaspe - Alessandro sconfigge il rajah Poro sul fiume Idaspe in piena. Nonostante voglia continuare, egli è stanco e ferito, e lo stesso vale anche per il suo esercito; sceglie dunque di ritirarsi e tornare a casa in Babilonia. Tre anni dopo, il grande re morirà.

### Campagna spartana
La versione anglosassone aggiunge la campagna spartana. Essa inizia nel 396 a.C., e Agesilao II è Re di Sparta da due anni: ha già preso Efeso, e ora, per portare avanti i suoi piani di dominare tutto il Peloponneso, ha rivolto la sua attenzione a Elis, che però continua a resistere all'egemonia spartana nonostante il re offra protezione, amicizia e commercio in cambio di servitù. Stizzito, il Re di Sparta, insieme al suo generale Cleombroto, sconfigge Elis, quindi si concentra su Eraclea Trachinia, che resiste anch'essa all'egemonia spartana. Presa anche quella città, Agesilao torna in Asia Minore dove inizia a liberare le città stato greche dal controllo persiano. Dopo aver sconfitto i persiani in alcune piccole battaglie, gli Spartani raggiungono, assaltano e prendono Sardi, patria del Re di Persia, Dario II. Di ritorno in Grecia, Agesilao scopre che Atene ha formato un'alleanza con Tebe, Corinto e Argo contro gli Spartani sostenuta dall'impero achemenide. Nella battaglia di Nemea, Sparta sconfigge Atene, poi rivolge la sua attenzione a Tebe e sconfigge anch'essa nella battaglia di Coronea. Nonostante il suo esercito sia stato decimato, Agesilao giura di continuare la sua politica espansionistica, anche a costo di reclutare donne, bambini e anziani, ma Cleombroto gli ricorda che la tesoreria spartana è vuota; nonostante la rabbia del Re, il generale fa notare come il tempo di Sparta come la potenza egemone del Mediterraneo orientale abbia raggiunto la sua naturale conclusione.

### Unità
| Civiltà               | Unità disponibili                                     |
| --------------------- | ----------------------------------------------------- |
| Macedonia             | - Sarissophoroi - Hetairoi - Oplite                   |
| Grecia / Sparta       | - Peltasta - Spartiata - Oplite                       |
| Persia                | - Guerriero Kara - Nobile - Immortale                 |
| Egitto                | - Medjay - Guerriero di Amon - Guardia del Faraone    |
| India (non giocabile) | - Guerrigliero - Guerriero indiano - Generale indiano |

## Accoglienza
| Testata                            | Giudizio |
| ---------------------------------- | -------- |
| GameRankings (media al 30-01-2020) | 54%      |
| Metacritic (media al 30-01-2020)   | 52/100   |
| 2404.org                           | [ 7 ]    |
| GameSpot                           | 5,5/10   |
| GamesRadar+                        | 3,5/5    |
| GamingExcellence                   | 4.6/10   |
| IGN                                | 6/10     |
| Jeuxvideo.com                      | 11/20    |
| Joystick                           | 3/10     |

Il gioco ha ricevuto un'accoglienza generalmente sfavorevole, con medie di voti intorno al 54% su GameRankings e a 52/100 su Metacritic. Jeuxvideo.com l'ha votato 11/20, e Joystick l'ha classificato con un 3/10.
Björn Holine di 2404.org lo ha votato 6 stelle e mezza su 10, trovandolo "assai generico" e "indistinguibile dal primo titolo". Ha criticato soprattutto il multiplayer solo su LAN, l'IA e il pathfinding, soprattutto delle navi. Steve Butts di IGN lo ha votato con un 6 su 10; anche lui ne ha criticato il pathfinding, trovandolo "atroce", il movimento navale, considerato "un esercizio di frustrazione", e la mancanza di tattiche nel gioco. Brett Todd di GameSpot lo ha votato 5,5 su 10, criticandone anche lui l'IA e il multigiocatore, oltre che all'assenza di elementi tattici ("tutto quanto devi fare è reclutare truppe il più in fretta possibile e lanciarle addosso alla base nemica"). Jim Rossignol di GamesRadar+ lo ha votato 2 stelle e mezza su 5, considerandolo "assai prevedibile" e "inferiore agli standard raccomandati" e confrontandolo sfavorevolmente rispetto a Warcraft III: Reign of Chaos. Nicholas Bale GamingExcellence lo ha votato 4.6 su 10, trovandolo "estremamente basico", "tale da sembrare un titolo uscito dieci anni fa."